# Hvide Ørn (1798)
La HDMS Hvide Ørn è stata una fregata da 34 cannoni in servizio tra il 1798 e il 1799 nella Reale Marina dei Regni di Danimarca e Norvegia. Con questo nome nella marina danese c'erano state tre navi precedenti, ma esso non fu più utilizzato. Un modello della nave realizzato nel 1898 è nella collezione dello Orlogsmuseet.

## Storia
Costruita presso il cantiere navale Nyholm Dyd di Copenaghen, su progetto dell'ingegnere navale Frantz Hohlenberg, la fregata da 34 cannoni Hvide Ørn venne varata nel 1798, ed entrò in servizio in quello stesso anno. Il comando dell'unità fu assunto dal capitano Hans Michael Kaas, che il 5 novembre 1798 salpò poi da Flekkerøy, insieme allo yacht Helleflynderen al comando del capitano Hans Mossin, per scortare un convoglio di 15 navi dirette nel Mar Mediterraneo. Mentre le unità navigavano nel Canale della Manica il convoglio fu oggetto delle “attenzioni” di una fregata inglese, che desistette, e le unità danesi arrivarono al largo di Lisbona il 13 dicembre, tranne la Helleflynderen che al largo dell'Inghilterra aveva lasciato il convoglio. A quel tempo il capitano Kaas soffriva di estrema stanchezza, mentre la Hvide Ørn continuava la sua navigazione verso il Mediterraneo dove fu aiutato da un distaccamento dalla fregata danese Triton al comando del tenente capitano J.D. van der Osten in qualità di vicecomandante.
Nell'aprile 1799 venne acquistata e aggiunta una zavorra supplementare (sotto forma di 200 pezzi di ferro di zavorra) per rendere la nave più stabile nelle manovre. Il 29 aprile una tempesta colpì la nave nel porto di Livorno danneggiandola. I danni furono riparati sotto la supervisione professionale di van der Osten. La salute del capitano Kaas migliorò leggermente e poi peggiorò, tanto che venne sostituito definitivamente al comando da van Osten il 14 agosto 1799, e Kaas ritornò in Danimarca sulla Triton. Hans Kaas morì quando la Triton tornò a Copenaghen il 5 ottobre 1799.
Il nuovo comandante, capitano Jan David van der Osten, poco prima di lasciare il porto di Livorno redasse, il 23 dicembre 1799, un rapporto per l'Ammiragliato danese dove affermava che la nave era in buone condizioni e l'equipaggio stava bene. A bordo si trovava imbarcato anche il sottotenente Johan Hohlenberg, fratello minore del progettista della nave. La Hvide Ørn salpò da Livorno il 26 dicembre 1799 e scomparve nella notte tra il 29 e il 30 dicembre durante un uragano a 18 miglia danesi (un miglio danese= 7,532 km) a ovest della Corsica. Insieme alla fregata scomparve anche tutto l'equipaggio, tra cui il vicecomandante Jacob Meyer, il tenente anziano Robert Ferdinand Moltke Lynch, e il tenente anziano Joost von Hemmert.

### Fonti
1. 1 2 3  Orlogsmuseet.
2. 1 2  Topsøe-Jensen 1935, Vol.1, pp. 7121-712.
3. ↑  Topsøe-Jensen 1935, Vol.2, p. 206.
4. 1 2 3  Topsøe-Jensen 1935, Vol.2, p. 281.
5. ↑  Topsøe-Jensen 1935, Vol.1, p. 587.
6. ↑  Topsøe-Jensen 1935, Vol.2, p. 180.
7. ↑  Topsøe-Jensen 1935, Vol.2, p. 126.
8. ↑  Topsøe-Jensen 1935, Vol.1, p. 563.